# Simon Franck
Simon Franck, Simon von Aschaffenburg, Meister der Gregorsmessen, auch als Pseudo-Grünewald bezeichnet (geboren um 1500; gestorben 1546 oder 1547 in Aschaffenburg) war ein deutscher Maler, der für die Werkstatt des Lucas Cranach tätig war, und insbesondere christliche Motive anfertigte. Er gilt als Schöpfer des hallensischen Passionszykluses.

## Wirken
Francks Stil lässt vermuten, dass er seine Ausbildung in der Werkstatt von Lucas Cranach dem Älteren absolviert hatte. Die ihm zugeschriebenen Bildnisse zeugen „von einer ausgeprägten Vorliebe für eine Feinheit in der Darstellung, insbesondere erkennbar an der filigranen Ornamentik, etwa bei den dargestellten Gewändern“. Ein Merkmal ist die Verwendung einer kühlen Farbpalette. Seine Bestallung als Hofmaler ist nicht gesichert, da keine Belege für eine Bezahlung nachgewiesen werden konnten. Dass er für den Kardinal tätig war, bezeugen jedoch die Aufträge, die er für Albrecht von Brandenburg in dessen Residenz in Halle ausführte und, dass er ihm später nach Aschaffenburg folgte. Dort besaß er seit dem 17. August 1540 mit seiner Frau ein Haus mit Grundstück, das ihm zu günstigen Konditionen vom Stift in Aschaffenburg überlassen wurde.
Zu den ihm zugeschriebenen Werken zählt unter anderem das farbenprächtige Altarretabel mit Standflügeln in der Marktkirche zu Halle. Es handelt sich hierbei um eine Tafelmalerei auf Holz, die aus zwei beweglichen Flügelpaaren und Predella besteht. Franck war nachweislich seit 1529 für Kardinal Albrecht von Brandenburg tätig und hatte das hallische Bürgerrecht erlangt. Gemeinsam mit dem Kardinal verließ er die Stadt und verstarb 1546/47 in Aschaffenburg. Als sein Hauptwerk gilt der Heiligen- und Passionszyklus, den er für die Kirche des Neuen Stifts, den heutigen Dom, nach Entwürfen Cranachs geschaffen haben soll.
Er stellte zudem Entwürfe für Bildhauer, Goldschmiede und Tischler her, hatte 1531 bis 1532 die Leitung für die Ausstattung der Moritzburg inne und sorgte im Jahr 1539/40 für den Transport der Kunstsammlung beim Umzug des Kardinals von Halle nach Aschaffenburg. In Aschaffenburg war er mit der Bauleitung des Beginenhauses im Tiergarten beauftragt.

### Pseudo-Grünewald

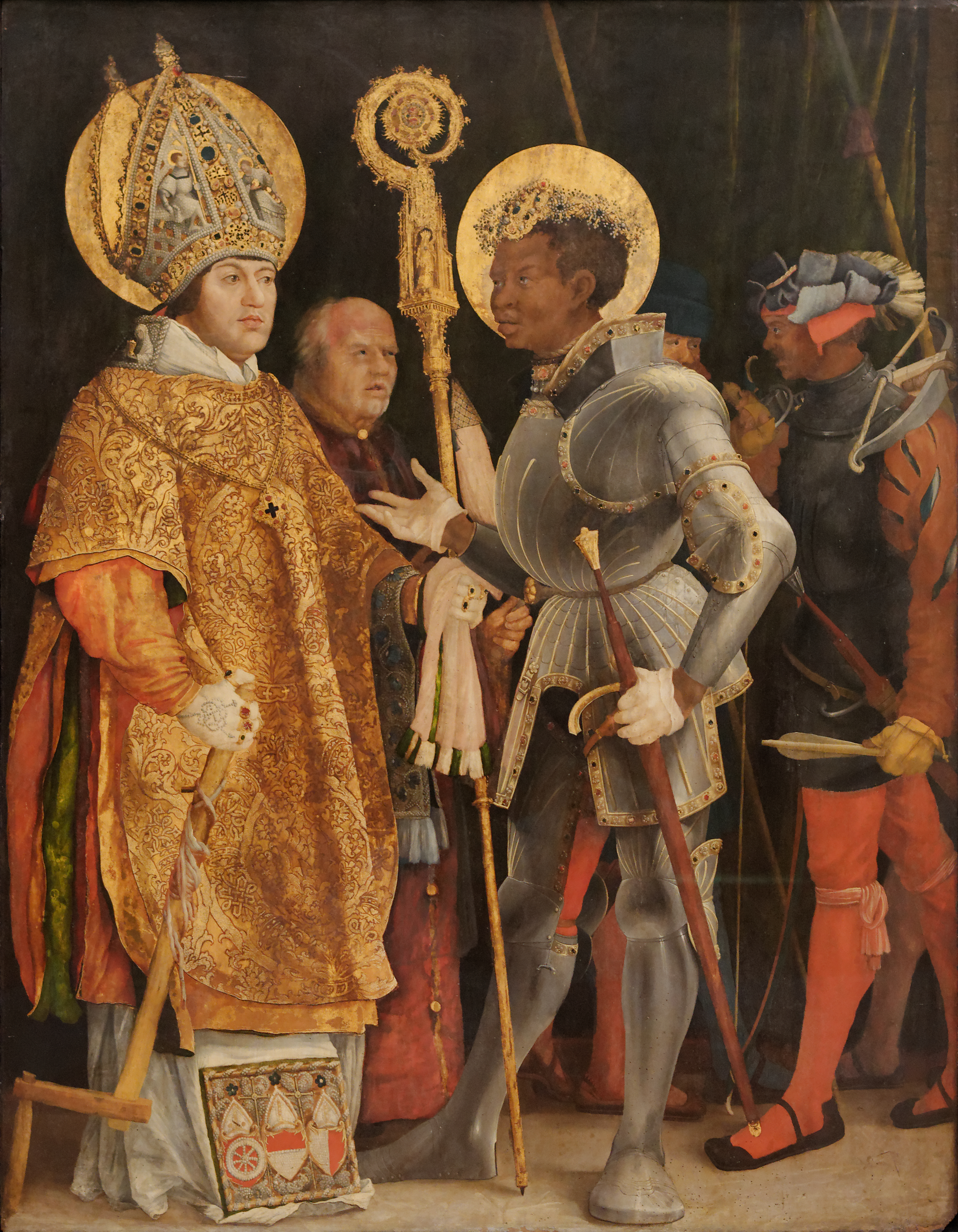
Matthias Grünewald (Hl. Erasmus und Mauritius, 1520 bis 1524)

Der sogenannte Pseudo-Grünewald (also nicht der echte Matthias Grünewald) war ein Maler, der die Seitenflügel zu dem Bild des „Hl. Erasmus und Mauritius“ geschaffen haben soll. Er war zu dieser Zeit ebenfalls in Aschaffenburg tätig. Da die Flügelbildnisse stilistisch nicht zum Mittelteil passen, sondern eher der Schule Lucas Cranachs zugerechnet werden, wird vermutet, dass es sich bei dem Pseudo-Grünewald entweder um Lucas Cranach den Jüngeren handelte, oder wegen der weicheren Formen von einem seiner Schüler stammen, da die Bildnisse nicht die für Cranach typische Signatur aufweisen. Da sich viele der Werke des Pseudo-Grünewald in Aschaffenburg befanden, wird als Auftraggeber hier der Mainzer Kurerzbischof, Albrecht von Brandenburg, angesehen. Der Pseudo-Grünewald wird als der Maler Simon von Aschaffenburg identifiziert, der in dieser Zeit für diesen tätig war.

### Zugeschriebene Werke (Auswahl)
- Laienaltar Messfeier und Fegefeuer, Meißen (1518–1520 oder 1526)[7]
- Hl. Martin (Albrecht von Brandenburg, um 1524)[8]
- Kirche Unser Lieben Frauen zu Halle, Hochaltar aus der Cranach-Schule (um 1529)[9]
- zwei Tafeln Gregorsmesse (etwa 1525 bis 1530)[10]
- Porträt des Kardinal Albrecht von Brandenburg als Hl. Martin (1543)[11]
- Magdalenenaltar der Stiftskirche Halle (Saale)[12]

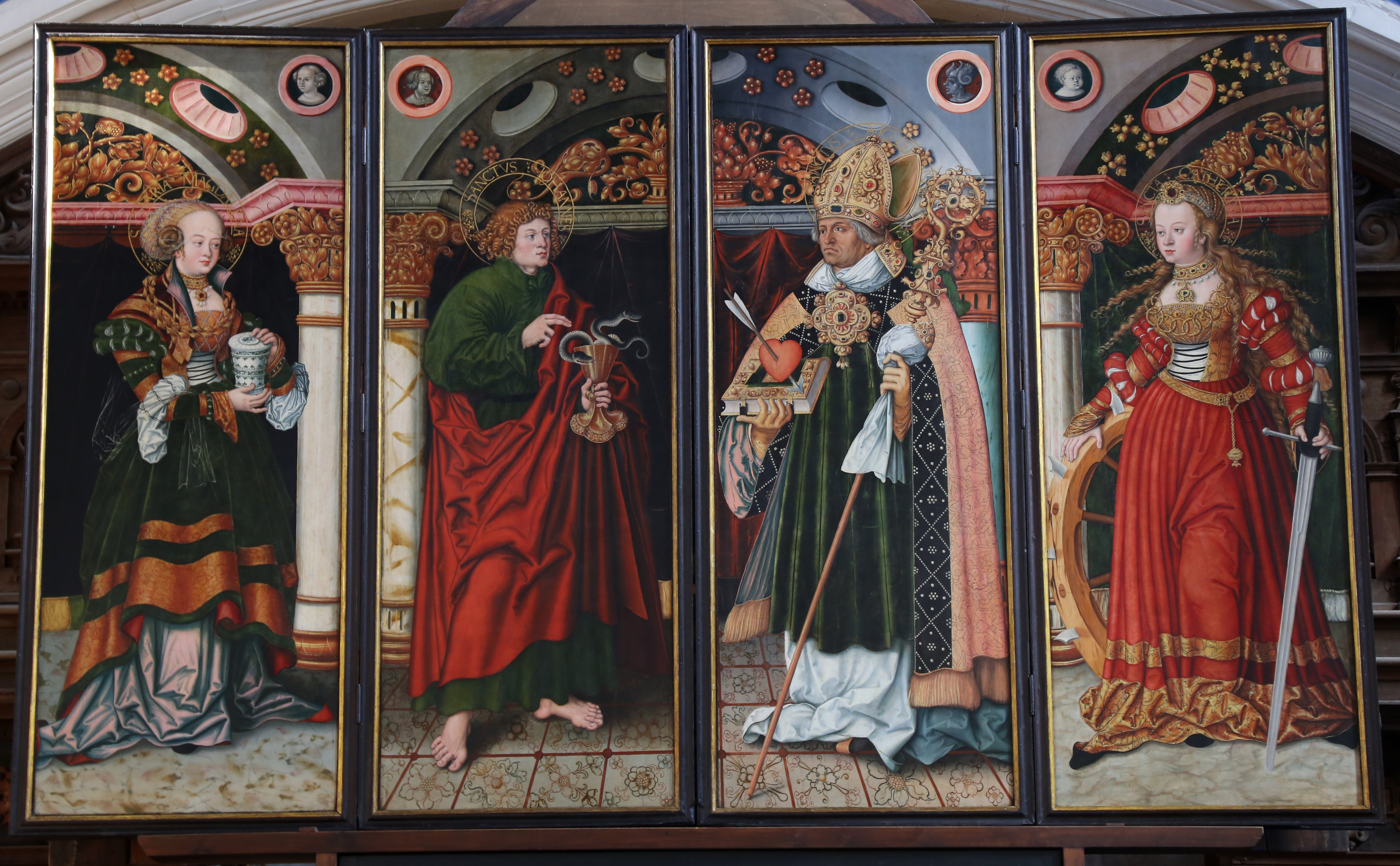
Flügelaltar Marktkirche Unser Lieben Frauen

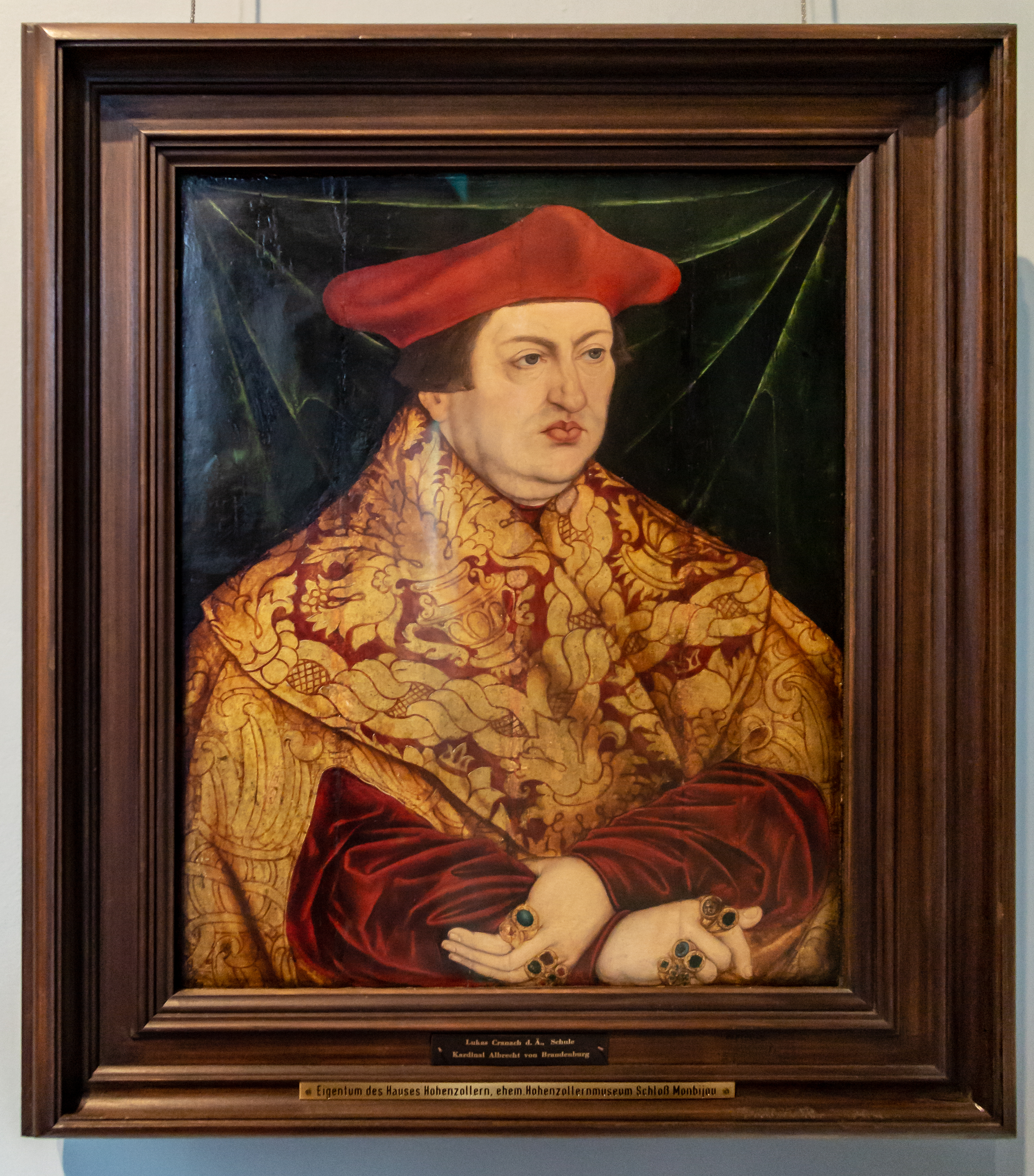
Albrecht von Brandenburg (nach 1529)
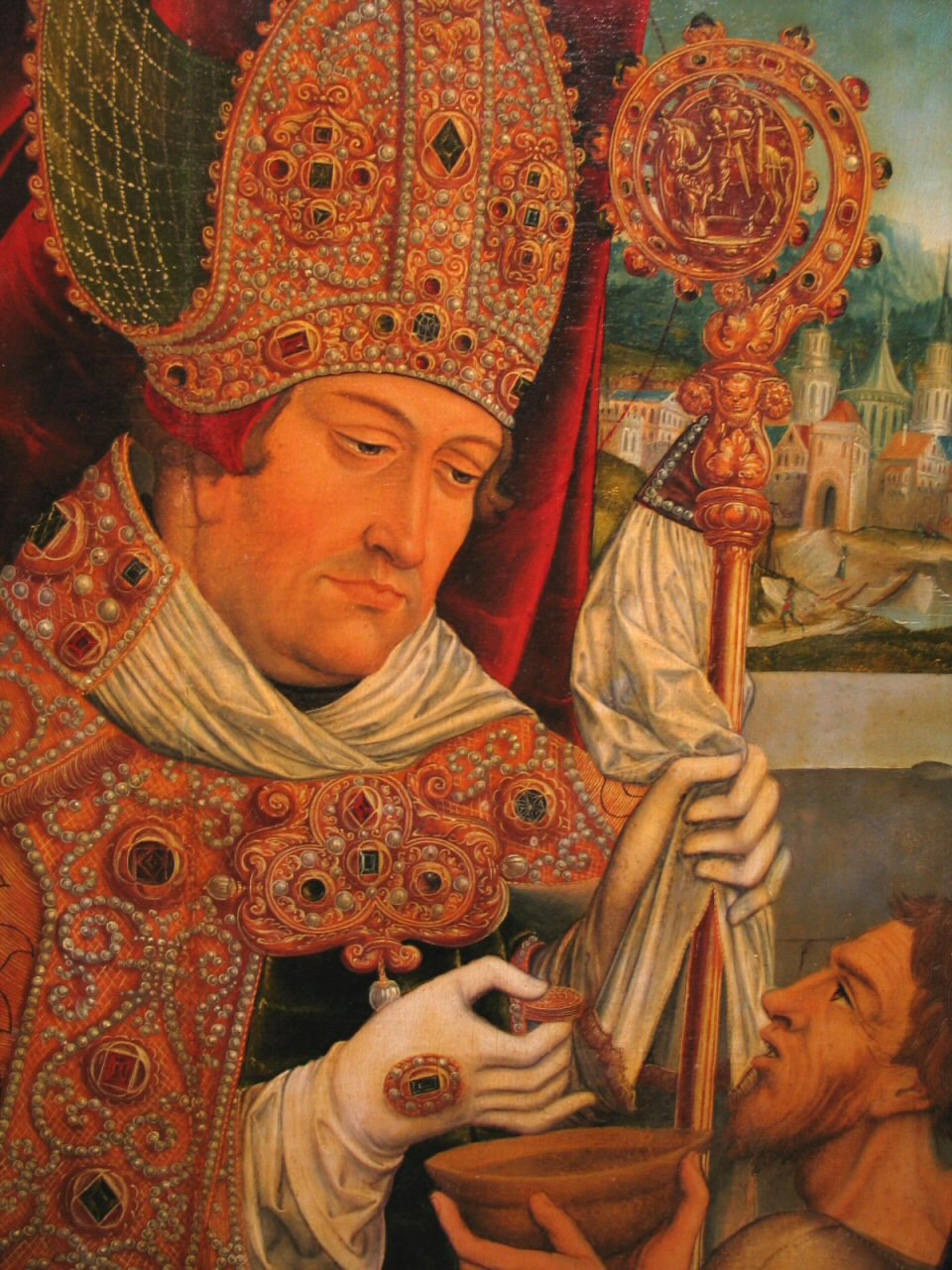
Albrecht als Hl. Martin (1543)
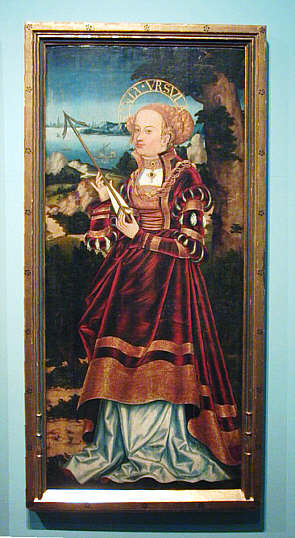
Heilige Ursula